# Ashes Tour 1982/83
Die Ashes Tour 1982/83 war die Tour der englischen Cricket-Nationalmannschaft, die die 52. Austragung der Ashes beinhaltete, und wurde zwischen dem 12. November 1982 und 7. Januar 1983 durchgeführt. Die Ashes Series 1982/83 selbst wurde in Form von fünf Testspielen zwischen Australien und England ausgetragen. Austragungsorte waren jeweils australische Stadien. Die Tour beinhaltete neben der Testserie eine Reihe weiterer Spiele zwischen den beiden Mannschaften im Winter 1982/83. Die Testserie wurde von Australien mit 2–1 gewonnen.

## Vorgeschichte
Australien spielte zuvor eine Tour in Pakistan, für England war es die erste Tour der Saison.
Das letzte Aufeinandertreffen der beiden Mannschaften bei einer Tour fand in der Saison 1981 in England statt.

## Stadien
Die folgenden Stadien wurden für die Tour als Austragungsort vorgesehen.
| Stadion                  | Stadt     | Kapazität | Spiele  |
| ------------------------ | --------- | --------- | ------- |
| Adelaide Oval            | Adelaide  | 53.583    | 3. Test |
| The Gabba                | Brisbane  | 42.000    | 2. Test |
| Melbourne Cricket Ground | Melbourne | 100.024   | 4. Test |
| WACA Ground              | Perth     | 20.000    | 1. Test |
| Sydney Cricket Ground    | Sydney    | 48.000    | 5. Test |

## Kaderlisten
| Test | Test |
| Australien | England |
| --- | --- |
| - Terry Alderman - Allan Border - Greg Chappell - John Dyson - Rodney Hogg - David Hookes - Merv Hughes - Geoff Lawson - Dennis Lillee - Geoff Marsh - Carl Rackemann - Jeff Thomson - Kepler Wessels - Graeme Wood - Bruce Yardley | - Ian Botham - Nick Cook - Norman Cowans - Graeme Fowler - David Gower - Eddie Hemmings - Allan Lamb - Geoff Miller - Derek Pringle - Derek Randall - Chris Tavaré - Paul Taylor - Bob Willis |

## Tests

### Erster Test in Perth
| 12. – 17. November Scorecard | Perth | England 411 (155.4) & 358 (116.3) | – | Australien 424-9d (131.5) & 73-2 (22) |
|                              |       | Remis                             |   |                                       |

### Zweiter Test in Brisbane
| 26. November – 1. Dezember Scorecard | Brisbane | England 219 (64.3) & 309 (127.3) | – | Australien 341 (110.4) & 190-3 (60.5) |
|                                      |          | Australien gewinnt mit 7 Wickets |   |                                       |

### Dritter Test in Adelaide
| 10. – 15. Dezember Scorecard | Adelaide | Australien 438 (156.5) & 83-2 (23.5) | – | England 216 (67.5) & 304 (104) (f/o) |
|                              |          | Australien gewinnt mit 8 Wickets     |   |                                      |

### Vierter Test in Melbourne
| 26. – 30. Dezember Scorecard | Melbourne | England 284 (81.3) & 294 (80.4) | – | Australien 287 (79) & 288 (96.1) |
|                              |           | England gewinnt mit 3 Runs      |   |                                  |

### Fünfter Test in Sydney
| 2. – 7. Januar Scorecard | Sydney | Australien 314 (115) & 382 (131.3) | – | England 237 (64.5) & 314-7 (96) |
|                          |        | Remis                              |   |                                 |